# Монеты евро
Монеты евро (наряду с банкнотами) являются непосредственным наличным платёжным инструментом в большинстве или отдельных, в зависимости от типа, странах Евросоюза.

## История
Монеты евро, как и банкноты евро, были введены в обращении с 1 января 2002 года.
Тем не менее год выпуска этих монет может быть 1999, когда сама валюта евро была введена в обращение, но на тот момент использовалась лишь для безналичных расчётов, однако это свойственно лишь для французских, испанских, бельгийских, финских и голландских монет, так как именно эти страны традиционно помещают на монетах год, когда монета была изготовлена, а не год выпуска в обращение.

## Описание
Существует две разновидности серий монет евро — стандартные и коллекционные. Их отличительной особенностью является то, что стандартная серия является универсальным платёжным средством внутри Евросоюза, а коллекционная — ограничена возможностью расчёта лишь в стране, её выпустившей.
С учётом, что один евро равен стоимости 100 евроцентов, стандартный (регулярного чекана) набор монет евро включает восемь разновидностей с номиналами от 1 евроцента до 2 евро.

### Стандартная
Для стандартных монет евро разного номинала существуют отличительные особенности, как по размеру, массе, цвету и материалу, так и тактильные (по ребру монеты):
| Изображение (с соблюдением взаимного масштаба) | Стоимость номинала в евро | Диаметр, мм | Толщина, мм | Масса, г | Сплав                                                   | Гурт                                                                  |
| ---------------------------------------------- | ------------------------- | ----------- | ----------- | -------- | ------------------------------------------------------- | --------------------------------------------------------------------- |
| Euro 1 cent                                    | 0,01                      | 16,25       | 1,67        | 2,30     | сталь с медным покрытием                                | гладкий                                                               |
| Euro 2 cent                                    | 0,02                      | 18,75       | 1,67        | 3,06     | сталь с медным покрытием                                | гладкий, с желобком (канавкой) по окружности                          |
| Euro 5 cent                                    | 0,05                      | 21,25       | 1,67        | 3,92     | сталь с медным покрытием                                | гладкий                                                               |
| Euro 10 cent                                   | 0,1                       | 19,75       | 1,93        | 4,10     | медный сплав («северное золото»)                        | крупные рифления (ребристый)                                          |
| Euro 20 cent                                   | 0,2                       | 22,25       | 2,14        | 5,74     | медный сплав («северное золото»)                        | гладкий с семью вмятинами (т. н. «Испанский цветок»)                  |
| Euro 50 cent                                   | 0,5                       | 24,25       | 2,38        | 7,80     | медный сплав («северное золото»)                        | крупные рифления (ребристый)                                          |
| Euro 1 coin                                    | 1                         | 23,25       | 2,33        | 7,50     | внутри: медно-никелевый сплав снаружи: никелевая латунь | шесть чередующихся сегментов (три гладкие, три мелко-ребристые)       |
|                                                | 2                         | 25,75       | 2,20        | 8,50     | внутри: никелевая латунь снаружи: медно-никелевый сплав | мелко-рифлёный с надписью (надпись разнится в зависимости от страны). |

#### Материал
Монеты достоинством в 1, 2, 5 евроцентов изготовляются из стали с медным покрытием, а монеты номиналом 10, 20 и 50 евроцентов из сплава Северное золото, разработанного в Финляндии.

#### Реверс
Все монеты имеют общую часть реверса, показывающую номинал. Дизайн 1-, 2- и 5-центовых монет символизирует место Европы в мире. В их левом верхнем углу изображен номинал в евроцентах (равный 0,01 евро), а справа от него — более мелким шрифтом слова «Euro cent». Реверс 10-, 20- и 50-центовых монет показывает как государства-члены Евросоюза собираются вместе, при этом члены Евросоюза, не входящие в еврозону, также изображены. И наконец, 1- и 2-евровые монеты изображают Европу без границ. Рисунок всех монет содержит 12 звёзд. Также, на реверсе всех монет изображены две перекрещенные буквы «L» — инициалы бельгийского дизайнера всех евромонет Люка Люикса.

#### Аверс
Каждая страна еврозоны имеет свой собственный дизайн аверса, — национальной стороны, — монет. Дизайны варьируются от изображения одного и того же рисунка на монетах всех номиналов, — например, у Бельгии, — до специфического дизайна для каждого номинала, — например, у итальянских монет. Однако же и аверс всех монет отличает наличие 12 звёзд.

##### Памятный
У национальных центральных банков стран Евросоюза также есть право чеканить т. н. памятные (или памятно-оборотного выпуска) монеты евро, у которых реверс обязательно будет стандартным, а на аверсе будет расположено выбранное этим банком изображение, символизирующее то или иное важное для страны историческое событие, но с обязательным условием, чтобы это не конфликтовало с исторической памятью других стран Евросоюза и, т.о., не оскорбляло других граждан Евросоюза. Ограничением для памятных монет является невозможность их чеканки иным кроме 2 евро номиналом, а также их чеканки чаще 2 раз в год (до 2012 года — одного раза в год), если только памятная монета не является общей для всех стран Евросоюза (к примеру как «10 лет евро» 2012 года), когда каждая страна Евросоюза изображает на аверсе такой монеты одинаковое с другими странами изображение, но с описанием события исключительно на своём официальном языке — в этом случае её выпуск никак не влияет на ограничение по ежегодному количеству номинируемых страной памятных монет. В процессе выпуска памятных монет страны стали соревноваться в их раритетности, выпуская их всё меньшими и меньшими тиражами, что вызывало невероятный рост их стоимости на «вторичном рынке» (среди нумизматов и т. д.), историческим минимальным количеством тиража памятной монеты евро стало 10000 штук. Чтобы избежать дальнейшего снижения тиражей таких монет Еврокомиссия ввела принудительное ограничение по минимальному допустимому количеству (тиражу) выпускаемых монет такого типа, при нарушении которого банку автоматически запрещается эмитировать такую монету и вводить её в обращение.

### Коллекционная
В дополнение к обычным монетам национальные центральные банки стран Евросоюза чеканят также коллекционные монеты евро. Их существенным отличием, кроме невозможности расплачиваться ею за пределами территории эмитируемой её страны, требуемым от банков Еврокомиссией является полное отличие от стандартного ряда монет евро — как визуальное — материал не совпадает с используемым для стандартных монет евро и является однотонным (может быть как стального оттенка, так и медного так и любого другого), аверс и реверс также ничем не напоминают стандартную монету евро, — так и номинальное, к примеру, заявленным номиналом ¼ евро (не путать с 25 евроцентами, хотя по стоимости они всё же совпадают), 1½ евро, 2½ евро, 10, 20, 50, 100, 200 евро и т. д. без всяческих иных ограничений, в том числе по тиражу.